# Brudaremossensender
Der Brudaremossensender ist eine Sendeeinrichtung für Ultrakurzwelle und Fernsehen in der Nähe von Göteborg. Der Brudaremossensender verfügt über zwei bemerkenswerte Antennenträger. 
Der eine Antennenträger ist ein 331 Meter hoher, abgespannter Stahlfachwerkmast, der 1980 errichtet wurde. Er gehört zu den höchsten Bauwerken in Schweden.
Der zweite, kleinere Antennenträger wurde 1983 errichtet und ist 172 Meter hoch. Er ist als Hybridturm, bestehend aus einem Stahlbetonturm als Unterbau mit einem abgespannten Stahlfachwerkmasten als Spitze ausgeführt. 